# Santo Domingo de los Tsáchilas
Prowincja Santo Domingo de los Tsáchilas – jedna z 24 prowincji Ekwadoru, utworzona w 2007 roku, gdy utworzono także prowincję Santa Elena. Została wydzielona z prowincji Pichincha. Nazwa została nadana od grupy etnicznej Tsáchila. Siedzibą prowincji jest miasto Santo Domingo.
Prowincja ta dzieli się na tylko dwa kantony:
| Kanton                                         | Populacja (2010) | Powierzchnia (km²) | Siedziba      |
| ---------------------------------------------- | ---------------- | ------------------ | ------------- |
| Santo Domingo de los Colorados (Santo Domingo) | 368 013          | 3805               | Santo Domingo |
| La Concordia                                   | ----             | 58                 | La Concordia  |

Kanton La Concordia został włączony do prowincji Santo Domingo de los Tsáchilas w 2013 roku, wcześniej należał do prowincji Esmeraldas.